# Europees kampioenschap voetbal 2012 (kwartfinale) Tsjechië - Portugal
Dit artikel gaat over de eerste wedstrijd in de kwartfinales tussen Tsjechië en Portugal die werd gespeeld op 21 juni 2012 tijdens het Europees kampioenschap voetbal 2012.
Het was de vijfentwintigste wedstrijd van het toernooi en werd gespeeld in het Nationaal Stadion in Warschau. De winnaar treft op 27 juni in de halve finale Spanje.

## Voorafgaand aan de wedstrijd
- Op 6 juni 2012 stond Portugal op de 10e en Tsjechië op de 27e plaats van de FIFA-wereldranglijst.[1]
- Tsjechië begon het toernooi met een nederlaag tegen de Russen (4-1). De twee daaropvolgende, tegen Griekenland en Polen, won het echter. Door als enige van de vier landen in groep A met 6 punten te eindigen kon het direct door naar de kwartfinale.
- Ook Portugal begon het toernooi met een nederlaag: het verloor van Duitsland met 1-0. Vervolgens won het van zowel Nederland als Denemarken. Deze laatste won één wedstrijd, Nederland geen een en Duitsland verloor er geen. Als tweede van de groep plaatste Portugal zich voor de kwartfinales.
- Beide landen kwalificeerden zich voor het Europees kampioenschap via de play-offs.
- Voorafgaand aan deze wedstrijd troffen Tsjechië en Portugal elkaar twee keer, te beginnen met een kwartfinalewedstrijd bij het EK voetbal 1996, gespeeld op 23 juni 1996 in Birmingham, die eindigde in een 1-0-overwinning voor Tsjechië door een treffer van middenvelder Karel Poborský in de 53ste minuut. De meest recente wedstrijd is die van 7 juni 2008 in de groepsfase van het Europees kampioenschap voetbal 2008. Het eindigde in een overwinning voor de Portugezen: 1-3. Deco, Ronaldo, Quaresma en Sionko scoorden. Bij dit toernooi bereikte Portugal de kwartfinales, waar het verloor van Duitsland. Tsjechië kwam niet verder dan de groepsfase.
- In de groepsfase schoten de Tsjechen in totaal 20 keer op doel en maakten 4 doelpunten. De Portugese voetballers konden 5 keer scoren uit 31 schoten op doel.[2] Dit komt erop neer dat de Portugezen 6 pogingen nodig hadden voor een doelpunt, terwijl het gemiddelde bij de Tsjechen op 5 lag.

## Wedstrijdgegevens

De basisopstellingen van beide landen

| Datum                | 21 juni 2012                     | 21 juni 2012                     |
| Wedstrijdnummer      | 25                               | 25                               |
| Stadion              | Nationaal Stadion, Warschau      | Nationaal Stadion, Warschau      |
| Toeschouwers         | 55.590                           | 55.590                           |
| Scheidsrechter       | Howard Webb                      | Howard Webb                      |
| Assistenten          | Mike Mullarkey Sander van Roekel | Mike Mullarkey Sander van Roekel |
| Vierde man           | Jonas Eriksson                   | Jonas Eriksson                   |
| Man van de wedstrijd | Cristiano Ronaldo                | Cristiano Ronaldo                |
|                      | Tsjechië                         | Portugal                         |
| Doelpunten           | 0                                | 1                                |
| Gele kaarten         | 1                                | 2                                |
| Rode kaarten         | 0                                | 0                                |
| Wissels              | 2                                | 3                                |
| Schoten op doel      | 0                                | 5                                |
| Schoten naast doel   | 2                                | 15                               |
| Overtredingen        | 13                               | 7                                |
| Hoekschoppen         | 6                                | 11                               |
| Buitenspel           | 1                                | 3                                |
| Vrije trappen        | 12                               | 11                               |
| Balbezit (%)         | 44                               | 56                               |

| Tsjechië | 0 – 1           | Portugal |
| | goals (assists) | 79' Cristiano Ronaldo (João Moutinho) |
| Michal Bílek | bondscoach      | Paulo Bento |
| Petr Čech Theodor Gebre Selassie Michal Kadlec Tomáš Sivok David Limberský Jaroslav Plašil Václav Pilař Tomáš Hübschman Petr Jiráček Vladimír Darida 61' Milan Baroš | opstellingen    | Rui Patrício Bruno Alves Pepe Fábio Coentrão João Pereira Miguel Veloso João Moutinho Raul Meireles Cristiano Ronaldo 84' Nani 40' Hélder Postiga |
| Jan Rezek 61' | wissels         | 40' Hugo Almeida 84' Custódio |
| David Limberský 90+1' | gele kaarten    | 26' Nani 27' Miguel Veloso |
| | rode kaarten    | |

## Wedstrijden
| Groepswedstrijden | | | |
| Groep A | Groep B | Groep C                                                                                               | Groep D |
| Polen - Griekenland Rusland - Tsjechië Griekenland - Tsjechië Polen - Rusland Tsjechië - Polen Griekenland - Rusland | Nederland - Denemarken Duitsland - Portugal Denemarken - Portugal Nederland - Duitsland Portugal - Nederland Denemarken - Duitsland | Spanje - Italië Ierland - Kroatië Italië - Kroatië Spanje - Ierland Kroatië - Spanje Italië - Ierland | Frankrijk - Engeland Oekraïne - Zweden Oekraïne - Frankrijk Zweden - Engeland Engeland - Oekraïne Zweden - Frankrijk |
| Kwartfinales | | | |
| Tsjechië - Portugal                                                                                                  | Duitsland - Griekenland | Spanje - Frankrijk                                                                                    | Engeland - Italië |
| Halve finales | | | |
| ‎Portugal - Spanje | ‎Portugal - Spanje | Duitsland - Italië                                                                                    | Duitsland - Italië                                                                                                   |
| Finale | | | |
| Spanje - Italië | | | |